# Saint-Symphorien-des-Bruyères
Saint-Symphorien-des-Bruyères és un municipi francès situat al departament de l'Orne i a la regió de Normandia. L'any 2007 tenia 482 habitants.

## Demografia

### Població
El 2007 la població de fet de Saint-Symphorien-des-Bruyères era de 482 persones. Hi havia 200 famílies de les quals 52 eren unipersonals (12 homes vivint sols i 40 dones vivint soles), 72 parelles sense fills, 64 parelles amb fills i 12 famílies monoparentals amb fills.
La població ha evolucionat segons el següent gràfic:
Habitants censats

### Habitatges
El 2007 hi havia 244 habitatges, 200 eren l'habitatge principal de la família, 31 eren segones residències i 14 estaven desocupats. 241 eren cases i 2 eren apartaments. Dels 200 habitatges principals, 177 estaven ocupats pels seus propietaris, 18 estaven llogats i ocupats pels llogaters i 5 estaven cedits a títol gratuït; 1 tenia una cambra, 10 en tenien dues, 35 en tenien tres, 52 en tenien quatre i 101 en tenien cinc o més. 172 habitatges disposaven pel capbaix d'una plaça de pàrquing. A 96 habitatges hi havia un automòbil i a 96 n'hi havia dos o més.

### Piràmide de població
La piràmide de població per edats i sexe el 2009 era:
| Homes | Edats   | Dones |
| ----- | ------- | ----- |
| 0     | 95 o +  | 0     |
| 0     | 90 a 94 | 0     |
| 0     | 85 a 89 | 4     |
| 0     | 80 a 84 | 0     |
| 12    | 75 a 79 | 8     |
| 8     | 70 a 74 | 24    |
| 4     | 65 a 69 | 12    |
| 8     | 60 a 64 | 0     |
| 16    | 55 a 59 | 8     |
| 20    | 50 a 54 | 36    |
| 40    | 45 a 49 | 20    |
| 12    | 40 a 44 | 16    |
| 16    | 35 a 39 | 36    |
| 12    | 30 a 34 | 16    |
| 12    | 25 a 29 | 0     |
| 20    | 20 a 24 | 8     |
| 16    | 15 a 19 | 32    |
| 12    | 10 a 14 | 24    |
| 16    | 5 a 9   | 12    |
| 20    | 0 a 4   | 20    |

## Economia
El 2007 la població en edat de treballar era de 322 persones, 248 eren actives i 74 eren inactives. De les 248 persones actives 231 estaven ocupades (117 homes i 114 dones) i 16 estaven aturades (11 homes i 5 dones). De les 74 persones inactives 35 estaven jubilades, 22 estaven estudiant i 17 estaven classificades com a «altres inactius».

### Ingressos
El 2009 a Saint-Symphorien-des-Bruyères hi havia 195 unitats fiscals que integraven 496 persones, la mediana anual d'ingressos fiscals per persona era de 18.695 €.

### Activitats econòmiques
Dels 16 establiments que hi havia el 2007, 1 era d'una empresa extractiva, 1 d'una empresa alimentària, 4 d'empreses de fabricació d'altres productes industrials, 1 d'una empresa de construcció, 4 d'empreses de comerç i reparació d'automòbils, 1 d'una empresa de transport, 2 d'empreses immobiliàries i 2 d'empreses de serveis.
Dels 2 establiments de servei als particulars que hi havia el 2009, 1 era un taller de reparació d'automòbils i de material agrícola i 1 lampisteria.
L'únic establiment comercial que hi havia el 2009 era una adrogueria.
L'any 2000 a Saint-Symphorien-des-Bruyères hi havia 24 explotacions agrícoles que ocupaven un total de 1.380 hectàrees.

## Equipaments sanitaris i escolars
El 2009 hi havia una escola elemental integrada dins d'un grup escolar amb les comunes properes formant una escola dispersa.

## Poblacions més properes
El següent diagrama mostra les poblacions més properes.